# Новый мост (Ржев)

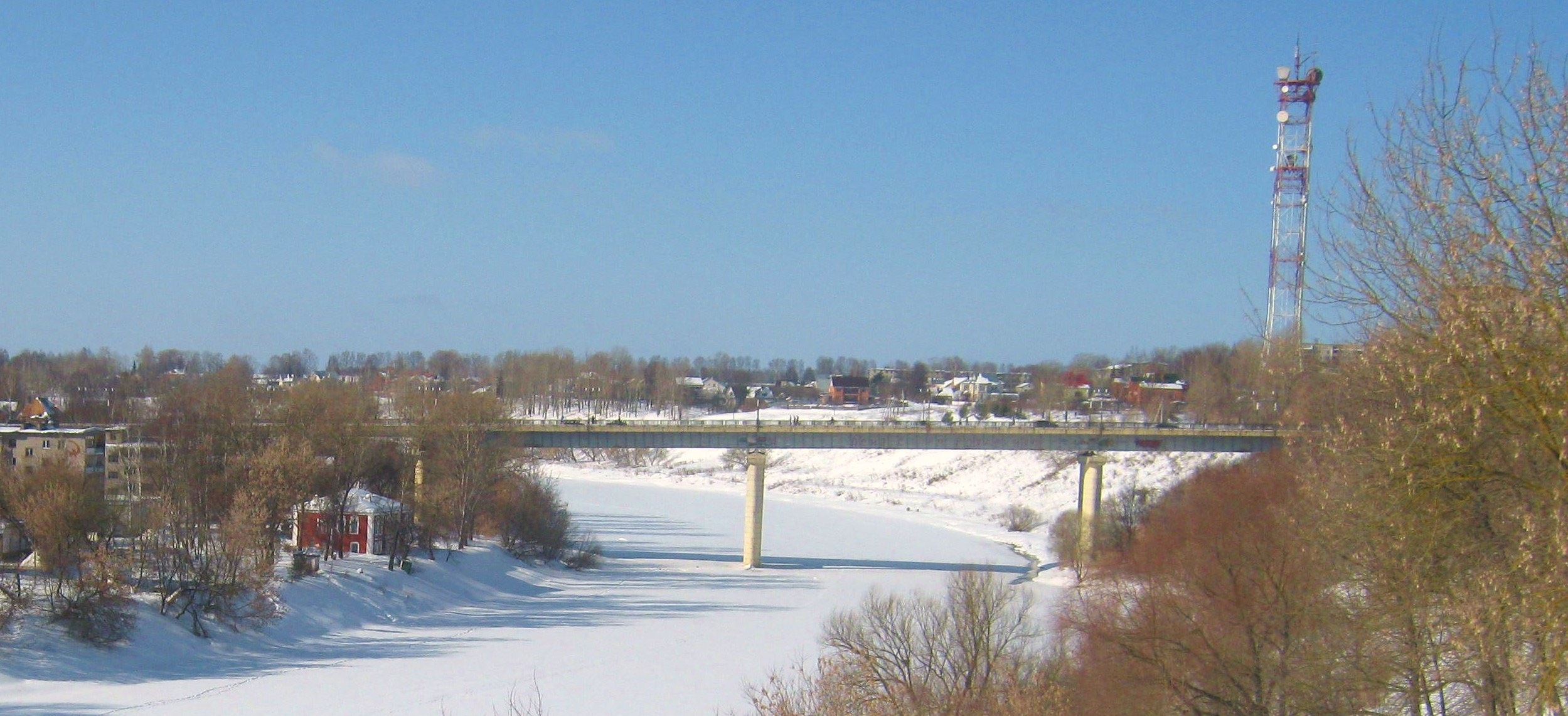
Новый мост зимой

Но́вый мост — автодорожный мост через Волгу во Ржеве, открытый 4 октября 1984 года. Строительство вёл Мостоотряд №19.

## Расположение
Относительно Старого моста расположен в 500 метрах выше по течению Волги. Соединяет улицы Ленина и Большую Спасскую.
Мост является основной переправой, соединяющей Красноармейскую сторону с Советской. По мосту проходят большинство маршрутов городских автобусов, а также основной поток машин, следующих транзитом через Ржев с автодороги М9 «Балтия» в Осташков и Тверь.

## Особенности конструкции

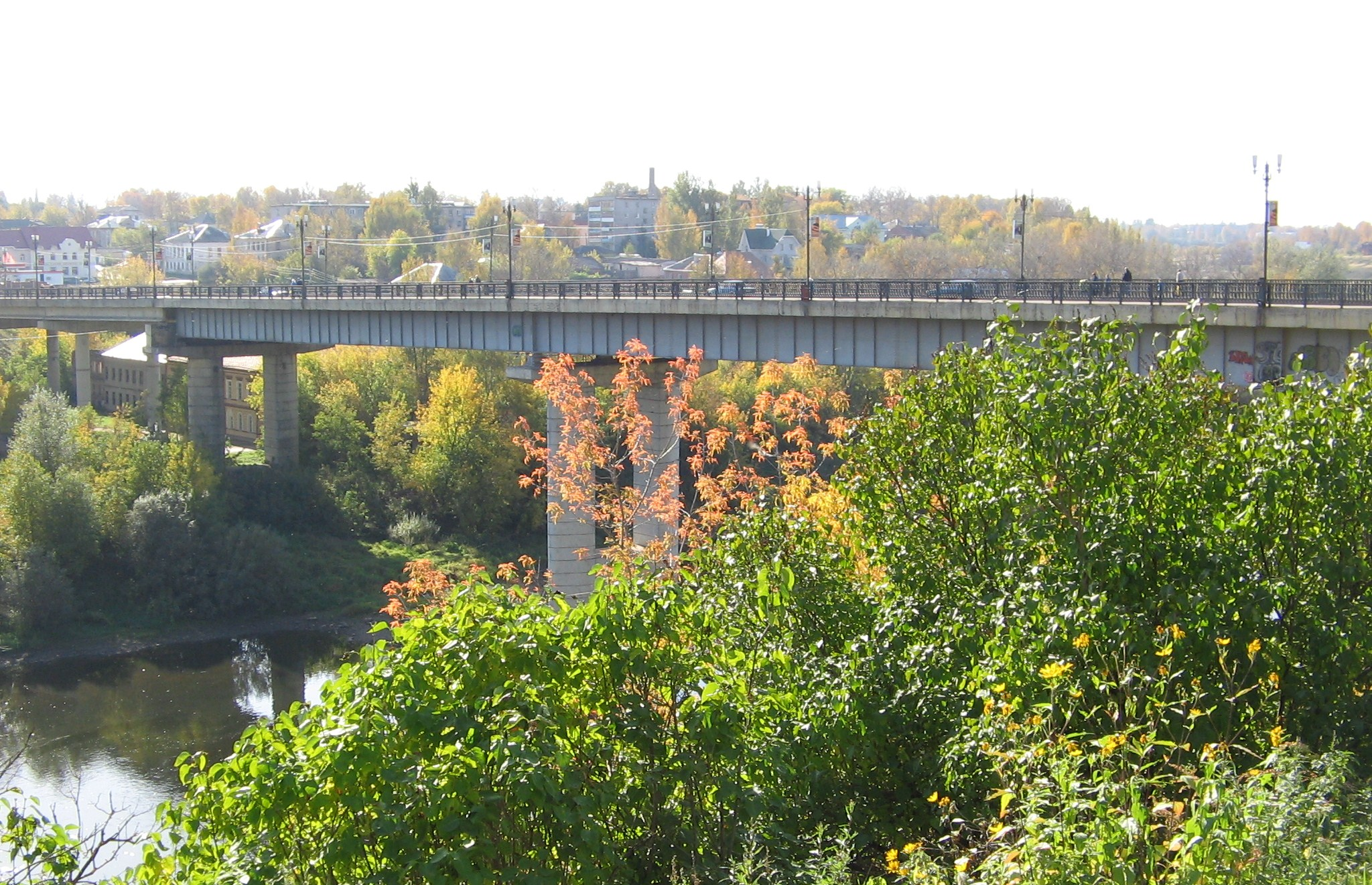
Новый мост

В месте расположения моста высота правого берега Волги значительно меньше высоты левого, из-за чего мост идёт под уклоном. Для уменьшения разности высот на правой стороне имеется насыпь.

### Ремонт
К 2000-м годам из-за значительных нагрузок и особенностей конструкции техническое состояние моста стало неудовлетворительным. В 2007 году было введено ограничение, запрещающее движение по мосту транспортных средств массой свыше 20 тонн и нагрузкой на ось свыше 7 тонн. Для движения грузового транспорта был предусмотрен альтернативный маршрут через деревню Орехово.
В 2006 году фирмой «Виброзащита» был начат ремонт деформационных швов на мосту, при этом в 2010 году после судебного заседания контракт был расторгнут из-за несоблюдения подрядчиком условий и отклонения от проекта.  В 2011 году на ремонт деформационных швов из городского бюджета и Фонда Софинансирования расходов выделено 3,4 млн. рублей.
С 9 июля 2016 года для проведения работ по капитальному ремонту движение по мосту полностью перекрыто. Стоимость ремонтных работ составит около 190 млн. рублей. Открытие движения по мосту планируется на конец октября.